# Station Nowy Tomyśl Wąskotorowy
Station Nowy Tomyśl Wąskotorowy is een spoorwegstation in de Poolse plaats Nowy Tomyśl.